# Shapeless Mountain
Shapeless Mountain är ett berg i Antarktis. Det ligger i Östantarktis. Nya Zeeland gör anspråk på området. Toppen på Shapeless Mountain är 2 740 meter över havet.
Terrängen runt Shapeless Mountain är huvudsakligen kuperad, men söderut är den bergig. Shapeless Mountain är den högsta punkten i trakten. Trakten är obefolkad. Det finns inga samhällen i närheten. 